# Medal za Osiągnięcie Lotnicze
Medal za Osiągnięcie Lotnicze (ang. Aerial Achievement Medal) – amerykańskie odznaczenie wojskowe ustanowione w 3 lutego 1988 przez Sekretarza Sił Powietrznych USA, przyznawane żołnierzom tych sił za „trwałe chwalebne osiągnięcie dokonane podczas lotu” (sustained meritorious achievement while participating in aerial flight). W hierarchii odznaczeń zajmuje miejsce przed Medalem Pochwalnym, a po Medalu Lotniczym i jest nadawany osobom, które nie kwalifikują się do otrzymania tego ostatniego. Medal mogą otrzymać piloci oraz pozostała załoga samolotów lub helikopterów, jak również operatorzy samolotów bezzałogowych.
Odznaczenie może być nadane wielokrotnie. Kolejne nadanie jest oznaczane poprzez nałożenie na wstążkę (oraz baretkę) brązowej odznaki w formie pęku liści dębowych (oak leaf cluster). Pięć odznak brązowych jest zastępowanych odznaką srebrną.